# Blue Lights
Blue Lights è un singolo della cantante britannica Jorja Smith, pubblicato il 26 febbraio 2016 come primo estratto dal primo album in studio Lost & Found.

## Descrizione
Originariamente disponibile esclusivamente su SoundCloud, il brano si sviluppa su un sample di Amour, émoi… et vous, traccia strumentale del 1981 di Guy Bonnet e Roland Romanelli, mentre il testo presenta delle interpolazioni del singolo Sirens di Dizzee Rascal del 2007.

## Promozione
Con Blue Lights la cantante ha fatto il suo debutto televisivo negli Stati Uniti al Jimmy Kimmel Live! di Jimmy Kimmel il 16 aprile 2018.

## Video musicale
Il video musicale, diretto da Olivia Rose, è stato girato nella periferia di Walsall, città natale della Smith, ed è stato reso disponibile il 3 maggio 2018 sul canale YouTube dell'artista.

## Tracce
Testi e musiche di Jorja Smith, Ben Joyce, Guy Bonnet, Roland Romanelli, Dylan Mills e Nicholas Detnon.
Download digitale
1. Blue Lights – 4:10

Download digitale – Remix
1. Blue Lights (feat. Dosseh) – 4:24

## Classifiche
| Classifica (2018) | Posizione massima |
| ----------------- | ----------------- |
| Belgio (Fiandre)  | 81                |
| Belgio (Vallonia) | 56                |
| Francia           | 128               |
| Regno Unito       | 38                |